# Beau Biden
Joseph Robinette (Beau) Biden III (Wilmington (Delaware), 3 februari 1969 – Bethesda (Maryland), 30 mei 2015) was een Amerikaanse advocaat, politicus en de oudste zoon van de 46e president van de Verenigde Staten Joe Biden en diens eerste echtgenote, Neilia Hunter.

## Biografie

### Jeugd
Biden werd op 3 februari 1969 geboren in Wilmington (Delaware). Hij was de oudste zoon van Joe Biden, die later een Amerikaanse senator, vicepresident en president zou worden, en zijn eerste vrouw, Neilia Hunter. Op 18 december 1972 kwamen Beau's moeder en zijn kleine zusje om het leven bij een auto-ongeluk tijdens het doen van kerstinkopen. Beau was op dat moment bijna vier jaar oud, terwijl zijn broer, Hunter, bijna drie jaar oud was. Beide broers zaten in de auto tijdens de crash en liepen ernstige verwondingen op, maar overleefden het ongeval. Beau brak meerdere botten, terwijl Hunter letsel aan zijn schedel opliep en ernstige traumatische hersenbeschadiging had. Ze brachten enkele maanden door in het ziekenhuis, waar hun vader twee weken na het ongeval werd beëdigd als senator.
In juni 1977 trad hun vader in het huwelijk met Jill Jacobs en in 1981 werd zijn halfzus geboren.

### Carrière
In 1991 ging Biden naar de Archmere Academy, de middelbare school waar zijn vader ook naar toe ging, en studeerde af aan de Universiteit van Pennsylvania. Hij rondde ook zijn rechtenstudie af aan de Syracuse University College of Law, eveneens net als zijn vader. Na zijn afstuderen werkte hij voor rechter Steven McAuliffe van de United States District Court in New Hampshire. Van 1995 tot 2004 werkte hij bij het Amerikaanse ministerie van Justitie in Philadelphia, eerst als adviseur bij het Office of Policy Development en later als federale aanklager bij het Amerikaanse advocatenkantoor.
Biden was actief in Kosovo na de Kosovo-oorlog van 1998-1999 en werkte namens de Organisatie voor Veiligheid en Samenwerking in Europa (OVSE) om lokale rechters en aanklagers op te leiden voor het rechtssysteem in het gebied. Biden diende van 2003 tot 2015 als militair met de rang van majoor. Hij werd uitgezonden naar de oorlog in Irak.
In 2004 werd hij partner bij het advocatenkantoor Bifferato, Gentilotti, Biden & Balick, waar hij twee jaar werkte voordat hij de politiek inging. Biden bekleedde van 2 januari 2007 tot en met 6 januari 2015 de functie van 44e procureur-generaal van Delaware.

### Gezin
Biden trouwde in 2002 en kreeg uit dit huwelijk een zoon en dochter.

## Ziekte en overlijden
Volgens zijn vader werd Beau in 2001 gediagnosticeerd met spondylitis ankylopoetica na zijn terugkeer van dienst in Kosovo. Later kreeg hij de diagnose van hersenkanker, waarvan zijn vader suggereerde dat het mogelijk het gevolg was van blootstelling aan militaire brandkuilen in Irak.
In de laatste jaren van zijn leven leed Biden aan een hersentumor. In mei 2010 werd hij opgenomen in het Christiana Hospital in Newark, Delaware, nadat hij had geklaagd over hoofdpijn, gevoelloosheid en verlamming. Ambtenaren verklaarden dat hij een lichte beroerte had gehad. Later die maand werd Biden overgebracht naar het Thomas Jefferson University Hospital in Philadelphia, waar hij enkele dagen ter observatie werd gehouden.
In augustus 2013 werd Biden opgenomen in het MD Anderson Cancer Center van de Universiteit van Texas in Houston, waar hij de diagnose glioblastoma multiforme kreeg, een agressieve vorm van hersenkanker. Dit was nadat hij een episode van desoriëntatie en zwakte had ervaren, zoals gemeld door functionarissen van het Witte Huis. Op dat moment werd een laesie verwijderd. Biden onderging bestraling en chemotherapie, en de kanker bleef stabiel. 
Op 20 mei 2015 werd hij opgenomen in het Walter Reed National Military Medical Center in Bethesda, Maryland, vanwege een terugval van de hersenkanker. Tien dagen later, op 30 mei 2015, overleed hij daar op 46-jarige leeftijd. Zijn begrafenis vond plaats op 6 juni 2015 in de rooms-katholieke kerk St. Anthony van Padua in Wilmington, Delaware.
- Gemeinsame Normdatei: 1151407135
- International Standard Name Identifier: 0000 0004 9723 8719
- Library of Congress Control Number: n2017057601
- Virtual International Authority File: 2594150688326912660000
- WorldCat: E39PBJvtdGHt7rXFWdy7Mmbw4q